# Nunca digas nunca jamás
Nunca digas nunca jamás (título en inglés: Never Say Never Again) es una película de 1983, versión cinematográfica de la novela publicada en 1961 Operación Trueno (Thunderball), que previamente había sido adaptada en 1965 bajo el mismo nombre. A diferencia de la mayoría de las películas de James Bond, Nunca digas nunca jamás no fue producida por Eon Productions, sino por una productora independiente y prácticamente desconocida llamada Taliafilm, propiedad de Jack Schwartzman. Uno de los miembros de esta productora fue Kevin McClory, quien a su vez fue uno de los escritores originales de la historia de Operación Trueno con Ian Fleming y Jack Whittingham. McClory retuvo los derechos de adaptación cinematográfica de la novela tras una larga batalla legal que data de la década de 1960.
La película fue dirigida por Irvin Kershner y, como Operación Trueno, está protagonizada por Sean Connery como el agente del servicio secreto británico James Bond, marcando su regreso al papel 12 años después de Diamonds Are Forever. El título de la película hace referencia a cómo Connery dijo en 1971 que "nunca más" interpretaría a James Bond. Como Connery tenía 52 años al rodarse la película (aunque era tres años menor que el vigente James Bond de ese momento Roger Moore), la historia presenta a un envejecido Bond que es traído de vuelta a la acción para investigar el robo de dos armas nucleares por SPECTRE. Las localizaciones del rodaje incluyeron Francia, España, Bahamas y los Elstree Studios en Inglaterra.
Nunca digas nunca jamás contó con un presupuesto de 36 millones de dólares y fue estrenada por Warner Bros. en octubre de 1983, recibiendo positivos comentarios de la crítica y siendo, además, un éxito comercial, recaudando 160 millones de dólares en taquilla, aunque estas cifras fueron inferiores a las de la película Bond Octopussy, producida por EON y estrenada en junio del mismo año. En 1997 los derechos de distribución de Nunca digas nunca jamás fueron comprados por Metro-Goldwyn-Mayer, que distribuía las películas Bond de EON, y la compañía ha controlado las posteriores ediciones de la película en vídeo.

## Argumento
Después de que el agente del MI6 James Bond, 007, falla un ejercicio de entrenamiento de rutina, su superior, M, ordena a Bond ir a una clínica de salud a las afueras de Londres para volver en forma. Una vez allí, Bond observa a una misteriosa enfermera llamada Fátima Blush dando una sádica paliza a un paciente en una sala cercana. La cara del hombre está vendada y después de que Blush termina su paliza, Bond ve al paciente usando una máquina que escanea su ojo. Bond es visto por Blush y posteriormente un asesino trata de matarlo en el gimnasio de la clínica, pero Bond logra derrotar al asesino.
Blush y su paciente, un piloto de la fuerza aérea de los Estados Unidos llamado Jack Petachi, son agentes de SPECTRE (Sociedad de Poder Ejecutivo para Contraespionaje, Terrorismo, Rebelión y Extorsión), una organización criminal dirigida por Ernst Stavro Blofeld. Petachi se ha sometido una operación en su ojo derecho para que coincida con el patrón de retiniano del presidente de Estados Unidos, que utiliza para burlar la seguridad del reconocimiento de iris en una base militar estadounidense en Gran Bretaña. Al hacerlo, reemplazan las ojivas de dos misiles de crucero con ojivas nucleares vivas; SPECTRE entonces obtiene las ojivas para extorsionar por miles de millones de dólares de los gobiernos de la OTAN. Posteriormente Blush asesina a Petachi.
Bajo las órdenes del Primer ministro, M a regañadientes reactiva la sección doble cero y Bond es asignado la tarea de rastrear las armas desaparecidas. Conoce a Domino Petachi, hermana del piloto y a su amante adinerado, Maximillian Largo, un agente de SPECTRE. Bond sigue a Largo y su yate a las Bahamas, donde también encuentra a Blush.
Bond es informado por Nigel Small-Fawcett del consulado británico que el yate de Largo ahora se dirige a Niza, Francia. Allí, Bond une fuerzas con su homólogo de la CIA, Felix Leiter. Bond va a un salón de belleza donde se hace pasar como empleado y mientras le está dando a Domino un masaje, es informado por ella que Largo es anfitrión de un evento en un casino esa noche. En el evento de caridad, Largo y Bond juegan un videojuego en 3D llamado Dominación, que finalmente gana Bond; Bond luego informa a Domino de la muerte de su hermano. Bond regresa a su villa para encontrar a Nicole, su contacto francés, muerta, habiendo sido asesinado por Blush. Después de una persecución en vehículo en su motocicleta, Blush captura a Bond. Obligado a escribir sus memorias poniéndola como su pareja sexual "número uno", Bond utiliza su pluma fuente dada por Q para disparar a Blush, haciéndola explotar.
Bond y Felix luego intentan abordar el yate a motor de Largo, el Platillo Volador, en busca de las desaparecidas ojivas nucleares. Bond es atrapado y es llevado, con Domino, a Palmyra, la base de operaciones de Largo en el norte de África. Largo castiga a Domino por haberlo traicionarlo subastándola a algunos árabes que se hallaban de paso. Bond posteriormente escapa y rescata a Domino.
Después de su rescate, Domino y Bond se reúnen con Felix en un submarino de la Armada de los Estados Unidos y siguen a Largo a un lugar conocido como las Lágrimas de Alá, debajo de un oasis en el desierto. Bond y Leiter se infiltran en las instalaciones subterráneas y un tiroteo erupciona entre el grupo de Felix y los hombres de Largo en el templo. En la confusión Largo escapa con una ojiva. Bond captura y combate a Largo debajo del agua. Justo cuando Largo trata de detonar la última bomba, es asesinado por Domino, tomando venganza por la muerte de su hermano. Bond entonces vuelve a las Bahamas con Domino.

## Reparto

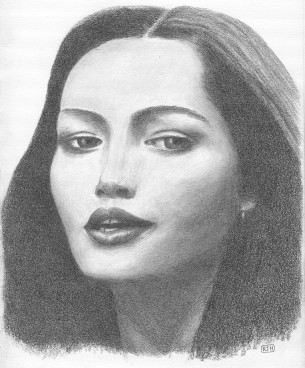
Dibujo de Bárbara Carrera.

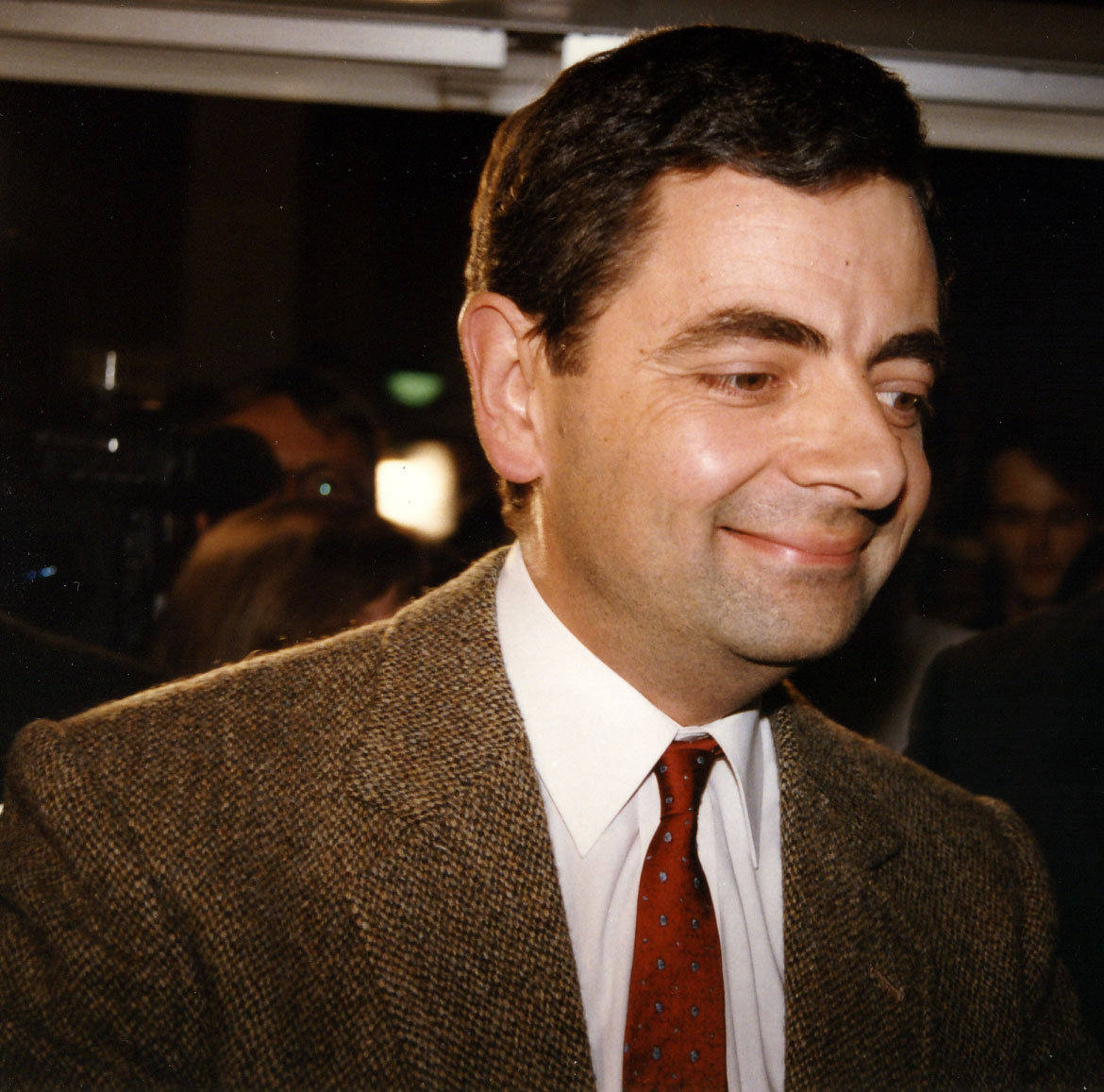
Rowan Atkinson representa a Nigel Small-Fawcett.

| Actor                 | Personaje            |
| --------------------- | -------------------- |
| Sean Connery          | James Bond           |
| Kim Basinger          | Domino Petachi       |
| Klaus Maria Brandauer | Maximillian Largo    |
| Bárbara Carrera       | Fatima Blush         |
| Bernie Casey          | Felix Leiter         |
| Max von Sydow         | Ernst Stavro Blofeld |
| Edward Fox            | M                    |
| Alec McCowen          | Q                    |
| Pamela Salem          | Miss Moneypenny      |
| Rowan Atkinson        | Nigel Small-Fawcett  |
| Prunella Gee          | Patricia             |
| Valerie Leon          | Dama en Bahamas      |
| Gavan O'Herlihy       | Jack Petachi         |

## Equipo
- Director: Irvin Kershner
- Guion: Lorenzo Semple, Jr.
- Productor: Jack Schwartzman
- Productor ejecutivo: Kevin McClory
- Productor asociado: Michael Dryhurst
- Fotografía:  Douglas Slocombe
- Música: Michel Legrand

### En inglés
- Never Say Never Again (1983) en Internet Movie Database (en inglés).
- MGM's page on the film

### En castellano
- Crítica e historia de la película en sssm.com.ar
- Reseña de la película en español

- Datos: Q180279
- Multimedia: Never Say Never Again (film) / Q180279